# Musaranho-pigmeu
O musaranho-pigmeu (Suncus etruscus) é um micromamífero pertencente à Ordem
Soricomorpha (Aulagnier, 2008). É conhecido por ser o menor mamífero conhecido no
mundo.

## Descrição física
O musaranho-anão é um dos menores mamíferos do mundo, com
comprimento cabeça-corpo entre 35,0 e 53,0 milímetros e um peso relativo 1,2-2,7
gramas. Externamente, o musaranho-anão é semelhante aos outros musaranhos da sua
família, porém é facilmente distinguível pois apresenta uma cabeça proporcionalmente
maior e a cauda mais longa (cerca de metade do comprimento do corpo). As orelhas são
bem visíveis, os olhos são pequenos e a cauda é revestida com uma pelagem curta, com
alguns pêlos muito longos e salientes (López-Fuster, 2002).
Esta espécie apresenta pouca variação sazonal na cor da pelagem. Em geral, a
cor da pelagem é cinza-acastanhado, podendo apresentar algumas manchas vermelhas
no dorso. Na zona ventral, apresenta tonalidades mais claras, com três pares de mamas
na região inguinal (López-Fuster, 2002).
Ao contrário do género Crocidura, o género Suncus apresenta quatro dentes
unicúspides na parte superior da boca, embora o último seja extremamente pequeno. Os
dentes da mandíbula são semelhantes aos do musaranho-de-dentes-brancos, Crocidura
russula, embora de menor tamanho. A sua fórmula dental é: 3.1.2.3/1.1.1.3 (López-
Fuster, 2002). O musaranho-anão é um ser diplóide com 42 cromossomas (2n= 42).

## Distribuição geográfica
Esta espécie é muito comum no sul da Europa e no norte de África. Também se
encontra presente no Médio-Oriente, Península Arábica, Ásia Central, Ásia do Sul e no
sudeste da Ásia continental (Aulagnier, 2008).
Na Europa, o musaranho-anão ocorre em torno do mar mediterrâneo,
nomeadamente nas Penínsulas Ibérica, Italiana e dos Balcãs e em várias ilhas do
Mediterrâneo. A espécie foi introduzida na Ilha de Tenerife, no Arquipélago das
Canárias (Espanha) (Aulagnier, 2008).
O musaranho-anão ocorre desde o nível do mar (0 metros) até aos 3000 metros
de altitude (López-Fuster, 2002).

## Habitat e ecologia
Na região do Mediterrâneo, o musaranho-anão prefere bosques abandonados
com olivais, vinhas e outras áreas cultivadas invadidas por arbustos do Mediterrâneo.
Ocorre também em jardins, maquis mediterrâneos, matagais e florestas abertas de
carvalhos e pinheiros do Mediterrâneo, com muros de pedra, usados como abrigos.
Evita dunas, florestas densas e terras cultivadas intensivamente (Libois e Fons, 1999;
Palomo e Gisbert, 2002). No Sul da Ásia, ocorre em florestas temperadas e tropicais,
com contacto próximo a habitações humanas (Molur et al., 2005).
É mais activo durante a noite do que o dia, com pico de actividade ao
amanhecer.
Ao longo do dia, consome o equivalente ao dobro do seu peso corporal
apresentando uma dieta insectívora, que inclui uma grande variedade de insectos,
evitando os que possuem grande tamanho (relativamente a ele) e exosqueleto composto
por quitina. Apesar de ingerir praticamente alimentos de origem animal, há relatos em
que o musaranho-anão se alimenta parcialmente de azeitonas, possivelmente por o seu
alto teor de óleo (López-Fuster, 2002).
Na ausência ou escassez habitual de alimento, o canibalismo pode ocorrer. Em
condições desfavoráveis, nomeadamente pela falta de alimentos, o musaranho-anão
pode ficar em torpor durante várias horas, o que representa uma poupança de energia de
15% (Libois e Fons, 1999).
Em geral, o musaranho-anão é uma espécie social, embora o grau de competição
intra-específica varie de acordo com a época do ano, o estado sexual e a abundância de
alimentos. Assim, enquanto que durante a época de reprodução as fêmeas se cruzam
com vários machos e existe uma forte atracção social entre os indivíduos, nos restantes
meses aumenta a agressividade intra-específica em ambos os sexos (Libois e Fons,
1999).

## Reprodução
Geralmente, o ciclo reprodutivo começa no início da Primavera e termina no
Outono. Em cativeiro, os machos atingem a maturidade sexual duas semanas mais cedo
do que as fêmeas. Os primeiros acoplamentos ocorrem no final de Abril e o período de
gestação tem cerca de 27/30 dias. Durante a época de reprodução uma fêmea tem três
ciclos reprodutivos concebendo 2 a 5 crias por ciclo. Estas nascem nuas e pesam cerca
de 0,25 gramas. As pálpebras estão fechadas e os olhos são visíveis através da pele. A
partir do quarto dia, os primeiros pêlos começam a surgir, sendo que ao décimo
primeiro dia de vida as crias já estão totalmente coberto de pêlo . Os olhos abrem às
duas semanas de vida (López-Fuster, 2002).
Com três semanas de vida, altura em que a amamentação termina, o musaranhoanão
já possui as dimensões e a aparência de um adulto, começando a viver de forma
independente. A maturidade sexual é atingida com 1 ano de vida (López-Fuster, 2002).
A espécie tem uma esperança de vida de 18 meses, embora possa chegar aos
dois anos e meio, em cativeiro.

## Predação
O musaranho-anão é predado por aves de rapina, como a coruja-das-torres (Tyto
alba), a coruja-do-nabal (Asio flammeus), e o bufo-pequeno (Asio otus), embora não
seja uma presa dominante (López-Fuster, 2002).
Ocasionalmente também é capturado por carnívoros de pequeno e médio porte,
répteis, nomeadamente cobras e lagartos e algumas aves diurnas (Palomo e Gisbert,
2002).

## Factores de Ameaça
Actualmente, não existem grandes ameaças a esta espécie que possam levar à
sua extinção (Aulagnier, 2008).

## Conservação
O musaranho-anão está classificado pelo IUCN como uma espécie Pouco
Preoucupante (LC) devido à sua ampla distribuição geográfica (ocorrendo em muitas
áreas protegidas) e à sua tolerância a mudanças repentinas no habitat sendo muito difícil
o rápido declínio da espécie (Aulagnier, 2008).
Esta espécie encontra-se listada no Apêndice III, da Convenção de Berna. Está
presente em várias áreas protegidas da sua distribuição geográfica (Aulagnier, 2008).